# Fort Bidwell
Fort Bidwell – jednostka osadnicza w Stanach Zjednoczonych, w stanie Kalifornia, w hrabstwie Modoc.